# Tommy Lee Jones
Tommy Lee Jones (n. 15 septembrie 1946, San Saba⁠(d), Texas, SUA) este un actor american de film și regizor. Rolurile sale includ interpretarea personajului Samuel Gerard în Evadatul și Legea e lege, Two-Face în Batman Forever, Agent K în filmele Men in Black, Woodrow F. Call în serialul Lonesome Dove și șeriful Ed Tom Bell în No Country for Old Men sau Evadatul.

## Biografie
Jones s-a născut în San Saba, Texas, fiul lui Lucille Marie, o profesoară și fondatoarea unui magazin de cosmetice, și a lui Clyde C. Jones, un muncitor în domeniul uleiului. Cei doi s-au căsătorit și divorțat de două ori. Jones a absolvit școala St. Mark din Texas unde el este acum în consiliul directorilor, și a frecventat Harvard.

## Filmografie
| An      | Titlu                                   | Rol                                  | Note                                 |
| ------- | --------------------------------------- | ------------------------------------ | ------------------------------------ |
| 1970    | Love Story                              | Hank Simpson                         |                                      |
| 1971–77 | One Life to Live                        | Dr. Mark Toland                      | Personaj principal                   |
| 1973    | Life Study                              | Gus                                  |                                      |
| 1975    | Eliza's Horoscope                       | Tommy Lee                            |                                      |
| 1975    | Barnaby Jones                           | Dr. Jim Melford                      | Episode: "Fatal Witness"             |
| 1976    | Baretta                                 | Sharky                               | Episode: "Dead Man Out"              |
| 1976    | Charlie's Angels                        | Aram Kolegian                        | Premiere episode                     |
| 1976    | Smash-Up on Interstate 5                | Officer Hutton                       | TV film                              |
| 1976    | Jackson County Jail                     | Coley Blake                          |                                      |
| 1976    | Family                                  | David Needham                        | Episode: "Coming of Age"             |
| 1977    | The Amazing Howard Hughes               | Howard Hughes                        |                                      |
| 1977    | Rolling Thunder                         | Corporal Johnny Vohden               |                                      |
| 1978    | The Betsy                               | Angelo Perino                        |                                      |
| 1978    | Eyes of Laura Mars                      | John Neville                         |                                      |
| 1980    | Coal Miner's Daughter                   | Doolittle "Mooney" Lynn aka "Doo"    |                                      |
| 1980    | Barn Burning                            | Ab Snopes                            | Short film                           |
| 1981    | Back Roads                              | Elmore Pratt                         |                                      |
| 1982    | The Executioner's Song                  | Gary Mark Gilmore                    |                                      |
| 1982    | The Rainmaker                           | Starbuck                             | TV film                              |
| 1983    | Nate and Hayes                          | Captain Bully Hayes                  |                                      |
| 1984    | The River Rat                           | Billy                                |                                      |
| 1985    | Cat on a Hot Tin Roof                   | Brick Pollitt                        | TV film                              |
| 1985    | The Park is Mine                        | Mitch                                | TV film                              |
| 1986    | Black Moon Rising                       | Quint                                |                                      |
| 1986    | Yuri Nosenko: Double Agent              | Steve Daley                          | TV film                              |
| 1987    | Broken Vows                             | Pater Joseph McMahon                 | TV film                              |
| 1987    | The Big Town                            | George Cole                          |                                      |
| 1988    | Stranger on My Land                     | Bud Whitman                          | TV film                              |
| 1988    | April Morning                           | Moses Cooper                         | TV film                              |
| 1988    | Stormy Monday                           | Cosmo                                |                                      |
| 1988    | Gotham                                  | Eddie Mallard                        |                                      |
| 1989    | Lonesome Dove                           | Woodrow F. Call                      |                                      |
| 1989    | The Package                             | Thomas Boyette                       |                                      |
| 1990    | Fire Birds                              | Brad Little                          |                                      |
| 1991    | JFK                                     | Clay Shaw/Clay Bertrand              |                                      |
| 1992    | Under Siege                             | William Strannix                     |                                      |
| 1992    | House of Cards                          | Jake Beerlander                      |                                      |
| 1993    | The Fugitive                            | Marshal Samuel Gerard                |                                      |
| 1993    | Heaven & Earth                          | Steve Butler                         |                                      |
| 1994    | Blown Away                              | Ryan Gaerity                         |                                      |
| 1994    | The Client                              | 'Reverend' Roy Foltrigg              |                                      |
| 1994    | Natural Born Killers                    | Warden Dwight McClusky               |                                      |
| 1994    | Blue Sky                                | Maj. Henry 'Hank' Marshall           |                                      |
| 1994    | Cobb                                    | Ty Cobb                              |                                      |
| 1995    | The Good Old Boys                       | Hewey Calloway                       | Also director                        |
| 1995    | Batman Forever                          | Harvey Dent/Two-Face                 |                                      |
| 1997    | Volcano                                 | Mike Roark                           |                                      |
| 1997    | Men in Black                            | Kevin Brown/Agent K                  |                                      |
| 1998    | U.S. Marshals                           | Chief Deputy Marshal Samuel Gerard   |                                      |
| 1998    | Small Soldiers                          | Chip Hazard                          | Voice                                |
| 1999    | Double Jeopardy                         | Travis Lehman                        |                                      |
| 2000    | Regula jocului                          | Col. Hayes 'Hodge' Hodges            |                                      |
| 2000    | Space Cowboys                           | William "Hawk" Hawkins               |                                      |
| 2002    | Men in Black II                         | Kevin Brown/Agent K                  |                                      |
| 2003    | The Hunted                              | L.T. Bonham                          |                                      |
| 2003    | The Missing                             | Samuel Jones / Chaa-duu-ba-its-iidan |                                      |
| 2005    | Man of the House                        | Roland Sharp                         |                                      |
| 2005    | The Three Burials of Melquiades Estrada | Pete Perkins                         | Also director                        |
| 2006    | A Prairie Home Companion                | Axeman                               |                                      |
| 2007    | No Country for Old Men                  | Ed Tom Bell                          |                                      |
| 2007    | In the Valley of Elah                   | Hank Deerfield                       |                                      |
| 2009    | In the Electric Mist                    | Dave Robicheaux                      |                                      |
| 2010    | The Company Men                         | Gene McClary                         |                                      |
| 2011    | The Sunset Limited                      | White                                | Also director and executive producer |
| 2011    | Captain America: The First Avenger      | Colonel Chester Phillips             |                                      |
| 2012    | Men in Black 3                          | Kevin Brown/Agent K                  |                                      |
| 2012    | Hope Springs                            | Arnold Soames                        |                                      |
| 2012    | Lincoln                                 | Thaddeus Stevens                     |                                      |
| 2013    | Emperor                                 | General Douglas MacArthur            |                                      |
| 2013    | The Family                              | Robert Stansfield                    |                                      |
| 2014    | The Homesman                            | George Briggs                        | Și director                          |
| 2016    | Criminal                                | Dr. Micah Franks                     |                                      |
| 2016    | Jason Bourne                            | Robert Dewey                         |                                      |
| 2016    | Mechanic: Resurrection                  | Max Adams                            |                                      |
| 2017    | Shock and Awe                           | Joseph L. Galloway                   |                                      |
| 2017    | Just Getting Started                    | Leo McKay                            |                                      |
| 2019    | Ad Astra                                | Clifford McBride                     |                                      |
| 2019    | Wander                                  | Jimmy Cleats                         |                                      |
| 2020    | The Comeback Trail                      | Duke Montana                         | În post-producție                    |

## Premii și nominalizări
Coal Miner's Daughter (1980)
- Nominalizat
  - Golden Globe Award for Best Actor – Motion Picture Musical or Comedy

The Executioner's Song (1982)
- Câștigător
  - Primetime Emmy Award for Outstanding Lead Actor - Miniseries or a Movie

Lonesome Dove (1989)
- Nominalizat
  - Primetime Emmy Award for Outstanding Lead Actor - Miniseries or a Movie
  - Golden Globe Award for Best Supporting Actor - Series, Miniseries or Television Film

JFK (1991)
- Nominalizat
  - Academy Award for Best Supporting Actor
  - BAFTA Award for Best Actor in a Supporting Role

The Fugitive (1993)
- Câștigător
  - Academy Award for Best Supporting Actor
  - Golden Globe Award for Best Supporting Actor – Motion Picture
  - MTV Movie Award for Best On-Screen Duo (shared with Harrison Ford)
- Nominalizat
  - BAFTA Award for Best Actor in a Supporting Role

Blown Away (1994)
- Nominalizat
  - MTV Movie Awards for Best Villain

The Good Old Boys (1995)
- Nominalizat
  - Screen Actors Guild Award for Outstanding Performance by a Male Actor in a Miniseries or Television Movie

Batman Forever (1995)
- Nominalizat
  - MTV Movie Awards for Best Villain

Men in Black (1997)
- Nominalizat
  - Satellite Award for Best Actor - Motion Picture Musical or Comedy
  - MTV Movie Awards Best On-Screen Duo (shared with Will Smith)

The Three Burials of Melquiades Estrada (2005)
- Câștigător
  - Satellite Award for Best Actor - Motion Picture Drama

A Prairie Home Companion (2006)
- Câștigător
  - Gotham Awards for Best Ensemble Cast

No Country for Old Men (2007)
- Câștigător
  - Screen Actors Guild Award for Outstanding Performance by a Cast in a Motion Picture
- Nominalizat
  - BAFTA Award for Best Actor in a Supporting Role
  - Screen Actors Guild Award for Outstanding Performance by a Male Actor in a Supporting Role

In the Valley of Elah (2007)
- Nominalizat
  - Academy Award for Best Actor
  - Satellite Award for Best Actor - Motion Picture Drama

The Company Men (2010)
- Nominalizat
  - Satellite Award for Best Supporting Actor – Motion Picture

Captain America: The First Avenger (2011)
- Nominalizat
  - Scream Award for Best Supporting Actor

Lincoln (2012)
- Câștigător
  - Screen Actors Guild Award for Outstanding Performance by a Male Actor in a Supporting Role
- Nominalizat
  - Academy Award for Best Supporting Actor
  - BAFTA Award for Best Actor in a Supporting Role
  - Golden Globe Award for Best Supporting Actor – Motion Picture
  - Screen Actors Guild Award for Outstanding Performance by a Cast in a Motion Picture